# Edificio Cuthberts
L'Edificio Cuthberts è uno storico edificio della città di Johannesburg in Sudafrica.

## Storia
L'edificio venne eretto tra il 1903 e il 1904 secondo il progetto degli architetti Stucke & Bannister per ospitare la sede di Johannesburg della WM Cuthbert & Co. Quest'azienda, fondata nel 1882 a Grahamstown, era attiva nel commercio di calzature. Trattandosi del più grande negozio di scarpe della città, il palazzo diventò un simbolo della vita commerciale di Johanneburg. Ciò avvenne anche grazie alla sala da tè terrazzata del primo piano, la quale divenne uno dei principali salotti per la borghesia locale.
L'edificio è stato dichiarato monumento nazionale il 27 giugno 1986.

## Descrizione
Il palazzo, che occupa un lotto d'angolo nel centro di Johannesburg, presenta uno stile vittoriano. Le sue caratteristiche principali sono la slanciata torretta d'angolo e la doppia veranda in ferro battuto, aggiunta nel 1928. Si affaccia sullo stesso incrocio su cui sorge l'Edificio Markham.

## Galleria d'immagini

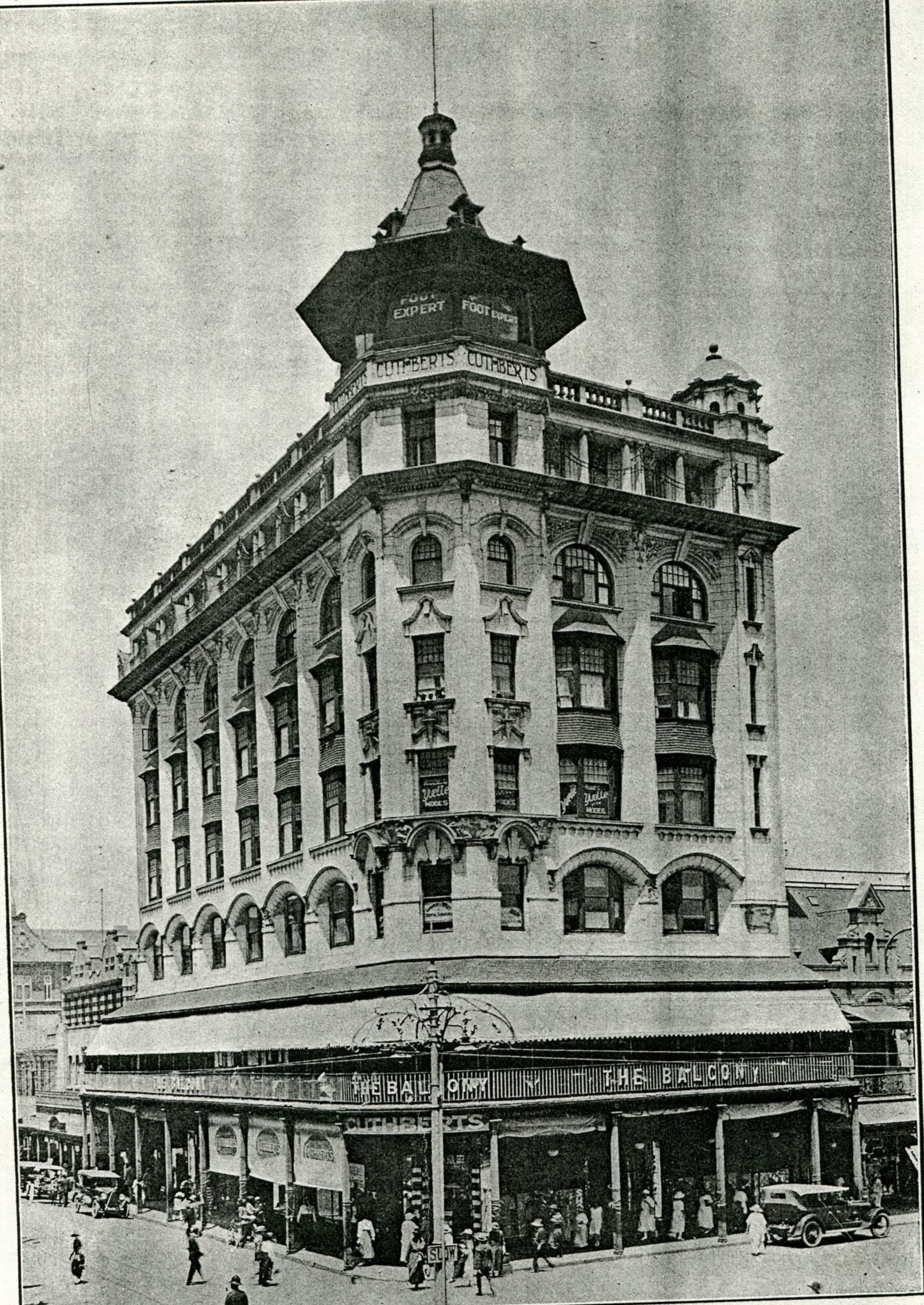
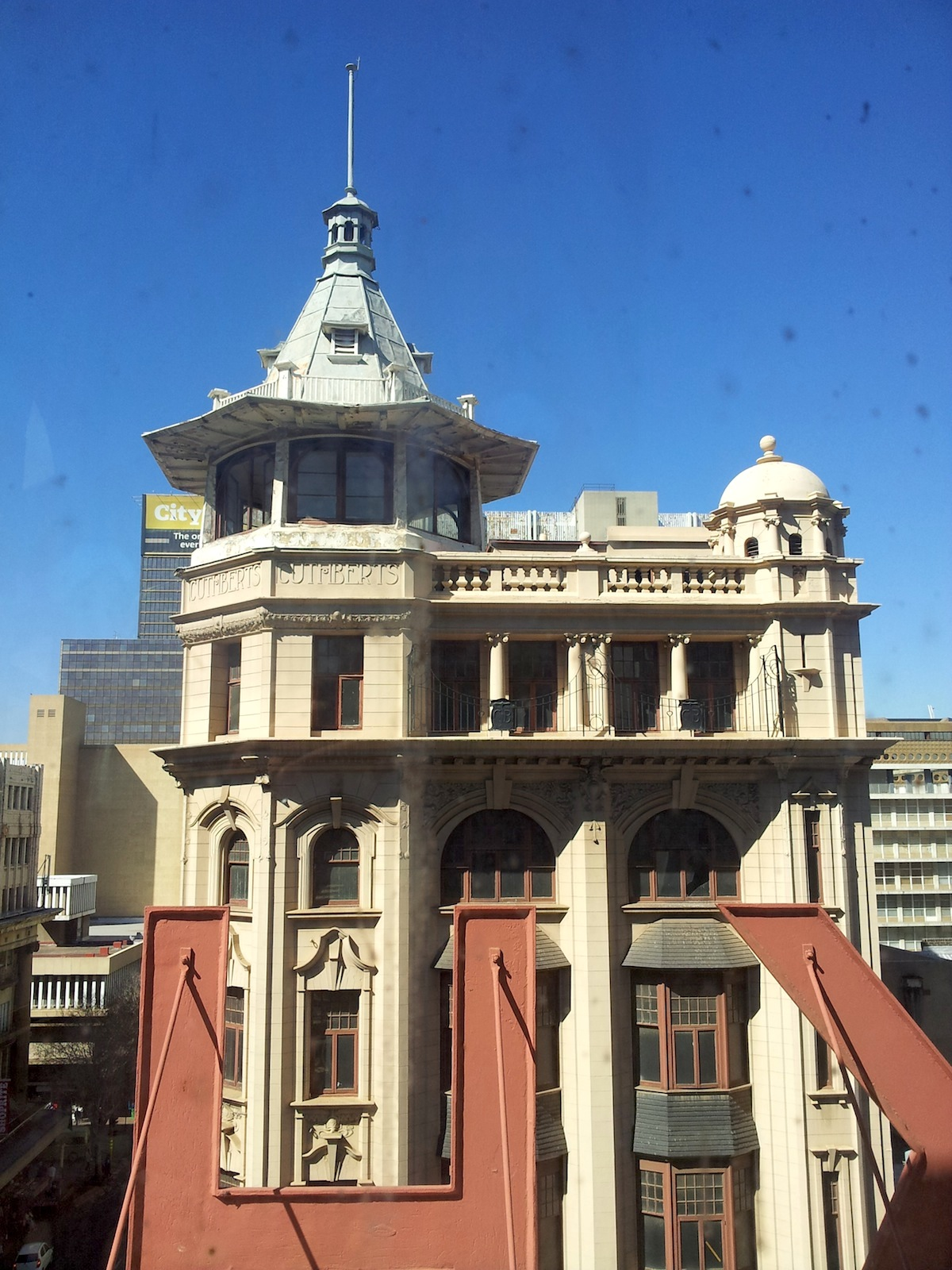